# Cnicus transilvanicus
Cnicus transilvanicus là một loài thực vật có hoa trong họ Cúc. Loài này được Schur mô tả khoa học đầu tiên.